# نورایر ژامهاریان

نورایر روبنی ژامهاریان (ارمنی: Նորայր Ռուբենի Ժամհարյան؛ زاده ۲۲ مهٔ ۱۹۴۹) آهنگساز و آموزگار موسیقی اهل ارمنستان است. وی از سال میلادی تاکنون مشغول فعالیت بوده است.

## زندگی‌نامه
وی در۲۲ مهٔ ۱۹۴۹ در ایروان به دنیا آمد و از کنسرواتوار دولتی کومیتاس ایروان فارغ‌التحصیل گشت. وی در مدرسه موسیقی آرمن تیگرانیان فعالیت کرده است. وی همچنین برنده جوایزی همچون چهره فرهنگی شایسته جمهوری ارمنستان شد. 